# High Heels and Low Lifes
High Heels and Low Lifes è un film del 2001 diretto da Mel Smith. Il film è una commedia d'azione interpretato da Minnie Driver, Mary McCormack, Kevin McNally, Mark Williams, Danny Dyer e Michael Gambon.

## Trama
A Londra un gruppo di ladri, comandati da Mason, sta mettendo a segno un colpo a un deposito di cassette di sicurezza di una banca, all'esterno hanno lasciato di guardia Danny che in un momento tranquillo chiama la fidanzata e le racconta del colpo, non sa di essere ascoltato da Frances e Shannon che si appuntano il numero; quando passa un'auto della polizia Danny avverte Mason mentre Shannon capisce che sono vicini al suo appartamento, le due decidono di andare alla centrale della polizia dove non vengono credute mentre i ladri concludono il colpo e se ne vanno.
Il detective Tremaine e McGill iniziano a indagare sul furto, mentre Frances quando vede in tv che la polizia non ha indizi decide di andare da Shannon e convincerla a dare una svolta alle loro vite chiamando il numero di Danny e farsi consegnare una parte dei soldi. Danny, non sapendo di essere pedinato da Mason, consegna il denaro al luogo prestabilito dove un senzatetto stava dormendo, quando si avvicina al pacchetto incustodito viene colpito da diversi colpi d'arma da fuoco, Shannon, che è infermiera, decide di soccorrerlo mentre aspettano l'ambulanza, Frances invece controlla il pacchetto e si rende conto che non conteneva soldi, poi si allontanano.
I due detective, dopo aver analizzato la scena della sera precedente, vanno in ospedale per parlare con il ferito ma incontrano Shannon che li informa che è in coma. Mason, che si è fatto consegnare il telefono da Danny, riceve una chiamata di Frances che si fa prendere la mano e alza la somma richiesta, Mason non ne è contento e si libera del telefono poi spiega la situazione a Kerrigan.
Shannon e Frances scoprono dove abita Danny e decidono di controllare ma vengono raggiunte da Mason, Shannon si nasconde mentre Frances prende un'agenda e se ne va con uno stratagemma; Mason aspetta Danny e quando torna all'appartamento viene assassinato, ancora una volta Shannon decide di aiutare mentre aspetta i soccorsi. I due detective vengono informati e vanno in ospedale per interrogare Danny ma è in coma.
Kerrigan non è contento e intima a Mason di non fare ulteriori stupidaggini, Mason ha in mente un piano per liberarsi di Shannon e Frances ma non va come previsto e le due riescono a mettersi in salvo. Le due decidono di prendere in mano la situazione e entrano in casa di Mason prendendolo in ostaggio e cercando di farsi dire dove è il denaro, non riuscendoci mettono in atto un diversivo che permette a Shannon di farsi rivelare dove è la cassaforte con i soldi e mentre sta per andarsene con una borsa la situazione si ribalta, Frances è costretta a fingersi Kerrigan per salvare l'amica e fuggire con il denaro. Le due usano i soldi recuperati per acquistare macchinari per l'ospedale dove lavora Shannon.

## Distribuzione

### Data di uscita
Le date di uscita internazionali nel corso del 2001 sono state:
- 20 luglio in Regno Unito e Irlanda
- 21 settembre in Bulgaria (Аферата *Дълги бедра*)
- 5 ottobre in Turchia
- 26 ottobre negli Stati Uniti d'America
- 9 novembre in Estonia
- 21 novembre in Francia (Rouge à lèvres et arme à feu)
- 23 novembre in Islanda
- 29 novembre in Svizzera
- 30 novembre in Lituania
- 20 dicembre in Ungheria (Magas sarok, alvilág)
- 25 dicembre in Danimarca

Le date di uscita internazionali nel corso del 2002 sono state:
- 5 aprile in Sudafrica
- 10 maggio in Portogallo (Perigo de Saltos Altos)
- 30 maggio in Germania (Verbrechen verführt)
- 31 maggio in Corea del Sud
- 7 giugno in Austria (Verbrechen verführt)
- 20 agosto in Argentina (Ladronas de lujo)
- 21 agosto in Giappone
- 4 settembre in Norvegia
- 9 ottobre in Svezia (BlackMail)

### Divieti
Negli Stati Uniti d'America la MPAA ha classificato il film come restricted (R) per scene contenenti violenza, linguaggio e nudità.

## Accoglienza

### Incassi
Il film ha incassato un totale mondiale di 2340411 $.

### Critica
Sul sito web di recensioni Rotten Tomatoes, il film ha un rating di approvazione del 20%, sulla base di 30 recensioni, e un rating medio di 4,3/10. Su Metacritic ha un punteggio medio ponderato di 39 su 100, basato su 7 recensioni di critici, che indica "recensioni generalmente sfavorevoli".

## Riconoscimenti
- 2001 – British Independent Film Awards
  - Miglior contributo tecnico
  - Candidato per il miglior contributo tecnico a Jany Temime